# 팀 오언스
티머시 S. "팀" 오언스(영어: Timothy S. "Tim" Owens, 1967년 9월 13일~)는 미국의 헤비 메탈 가수로 현재 스피릿츠 오브 파이어와 함께 공연하고 있다. 그는 처음에 주다스 프리스트와 아이스드 어스의 리드 싱어로서 주목을 받았다. 그는 자선 밴드 브리티시 스틸에서 활동할 때 주다스 프리스트의 노래 〈The Ripper〉에서 "리퍼(Ripper)"라는 별명을 얻었다.

## 경력

### 주다스 프리스트
오언스는 1996년 주다스 프리스트의 팬에서 롭 핼포드의 후임으로 리드 싱어로 전향하면서 화제가 되었다. 핼포드가 프리스트와 재회할 것이라는 수많은 소문에도 불구하고 오언스는 자신의 어린 시절 영웅들과 함께 두 장의 스튜디오 음반을 녹음했고, 두 장의 라이브 음반과 2002년 DVD 음반을 발매했다. 오언스는 또한 《Demolition》의 보너스 트랙인 〈What's My Name?〉이라는 주다스 프리스트의 곡을 작곡하는데 도움을 주었다. 주다스 프리스트와 함께, 그는 1999년 그래미 어워드 최우수 메탈 퍼포먼스 부문 후보에 음반 《Jugulator》의 〈Bullet Train〉으로 지명되었지만 메탈리카의 〈Better than You〉에 패했다.

## 음반 목록

### 주다스 프리스트
스튜디오 음반
- Jugulator (1997)
- Demolition (2001)

라이브 음반
- '98 Live Meltdown (1998)
- Live in London (2003)

### 잉베이 말름스틴
- Perpetual Flame (2008)
- Relentless (2010)

### 솔로
- Play My Game (2009)